# Oton Vilim
Oto-Vilim (francuski Otte-Guillaume; 955./62. – 21. rujna 1026.) bio je francuski plemić, vojvoda i grof Burgundije te grof Mâcona i Neversa.
Bio je sin kralja Adalberta Talijanskog te tako unuk kralja Berengara II. Talijanskog; majka mu je bila Gerberga od Mâcona.
Majka mu je dala grofoviju Burgundiju. Od svojeg očuha, Oda Henrika, Oto je naslijedio vojvodstvo Burgundiju.

## Osobni život
Oton je prvo oženio plemkinju Ermentrudu od Roucyja. Ona je bila kći grofa Renauda te unuka Gerberge od Saske.
Oton Vilim je s njome bio otac Guya I. od Mâcona, Matilde, Gerberge, Renauda I. Burgundskog i Agneze, vojvotkinje Akvitanije.
Otonova druga supruga bila je kraljica Akvitanije, Adelajda Blanka. Nisu imali djece.